# Thor – The Dark Kingdom
Thor – The Dark Kingdom (Originaltitel: Thor: The Dark World) ist ein US-amerikanischer Science-Fiction-Actionfilm, der am 31. Oktober 2013 über Disney verliehen in den deutschen Kinos angelaufen ist. Kinostart in den USA war der 8. November. Der Film ist die Fortsetzung zu Thor aus dem Jahr 2011 und baut inhaltlich auf diesem sowie auf Marvel’s The Avengers von 2012 auf. Regie führte Alan Taylor, Hauptdarsteller sind, wie auch im Vorgängerfilm, Chris Hemsworth, Natalie Portman, Tom Hiddleston und Anthony Hopkins.
Die Fortsetzung namens Thor: Tag der Entscheidung (Thor: Ragnarok) feierte im Oktober 2017 ihre Premiere.

## Handlung
Vor vielen Jahrtausenden versuchten die Dunkelelfen unter ihrem Anführer Malekith, von Svartalfheim aus das gesamte Universum mithilfe des Äthers und eines astronomischen Phänomens, der sogenannten Konvergenz der Neun Welten, zurück in die Dunkelheit vor der Schöpfung zu stürzen. Den Asen unter ihrem König Bor, Vater von Odin, gelang es jedoch, den Plan im letzten Moment zu durchkreuzen, indem sie den Äther stahlen und ihn in eine Steinsäule einschlossen. Malekith opferte die meisten Mitglieder seines Volkes, um seine Flucht zu sichern, und zog sich mit seinem Raumschiff in die Weiten des Weltalls zurück, um im Tiefschlaf auf die Befreiung des Äthers zu warten.
Tausende von Jahren später kämpft sich Thor in den Neun Welten von Schlachtfeld zu Schlachtfeld, um das Chaos, welches sein Adoptivbruder Loki mit seinem Angriff auf die Erde losgetreten hat, wieder unter Kontrolle zu bringen. Sein Herz hängt jedoch immer noch bei seiner irdischen Geliebten Jane Foster, und er ist in seinem Entschluss, seinem Vater auf den Thron zu folgen, ein wenig schwankend geworden. Loki hingegen wurde nach seiner Gefangennahme auf der Erde von Odin zur ewigen Haft im Kerker von Asgard verurteilt. Während Loki immer noch von der Eifersucht und Rache an Thor und Odin gelenkt wird, hält nur seine Adoptivmutter Frigga, die ihm weiterhin zugetan ist, die Hoffnung weiter hoch, dass er sich doch noch bessern werde.
Indessen bemüht sich auf der Erde Jane Foster nach zwei Jahren des vergeblichen Wartens auf Thor, mit ihrem Leben weiterzukommen. Darcy Lewis, ihre frühere Praktikantin und inzwischen Vollzeitassistentin, macht sie auf ein seltsames Phänomen in einer verlassenen Fabrik im Inneren Londons aufmerksam: Hervorgerufen durch eine erneut bevorstehende Konvergenz der Neun Welten werden Gegenstände an bestimmten Stellen plötzlich wegteleportiert und die Naturgesetze auf den Kopf gestellt. Als Jane allein durch das Gebäude streift, wird sie durch ein Portal, das sich vor ihr auftut, in das Versteck des Äthers gezogen und absorbiert diese Macht versehentlich. Der asgardische Wächter Heimdall bemerkt ihr Verschwinden und berichtet Thor davon, der über den Bifröst zur Erde reist. Kaum angekommen wird er Zeuge, wie die inzwischen wiedergekehrte Jane aus Versehen einige Polizisten, die sie wegen unbefugten Betretens der Fabrik festnehmen wollen, mit der Kraft des Äthers abwehrt. Um sie zu schützen und dem Phänomen auf die Spur zu kommen, nimmt er Jane mit sich nach Asgard. Dort kann erst Odin, der von Janes Anwesenheit nicht erbaut ist, Aufklärung über die Natur und Herkunft des Äthers geben.
Durch die Befreiung des Äthers werden die Dunkelelfen wieder aus ihrem Tiefschlaf erweckt. Malekith schmuggelt seinen Stellvertreter Algrim als einen Kursed, ein Elitekrieger der Dunkelelfen, in das Verlies von Asgard, um die Verteidigungsanlagen des Goldenen Reiches von innen her zu sabotieren, während Malekith und seine Leute das Königsschloss mit ihrem unsichtbaren Schiff angreifen, um sich Jane zu holen. Die Überraschung gelingt, und Malekith dringt bis in die Kammer von Frigga ein, welche Jane beschützen soll. Als Frigga sich weigert, Jane und den Äther auszuliefern, wird sie von Algrim ermordet; Thor trifft zu spät ein und kann gerade noch Malekiths Gesicht mit seinen Blitzen halb verbrennen, bevor die Dunkelelfen entkommen können.
Geblendet vom Schmerz über den Verlust seiner Gemahlin stellt Odin Jane unter Arrest und will so Malekith zu sich locken, um einen letzten Zweikampf mit ihm auszufechten. Thor, dem die Aussichtslosigkeit und die möglichen Opfer dieses Planes eher bewusst sind, fasst den Plan, Jane aus Asgard fortzubringen, den Kampf damit auf neutrales Gebiet zu verlagern und in dem Moment, wo sich Malekith den Äther von Jane holen will, die unheilvolle Substanz zu vernichten. Da Odin den Gebrauch des Bifröst untersagt hat, sieht Thor sich gezwungen, die Hilfe von Loki in Anspruch zu nehmen, weil dieser als Einziger einige verborgene Pfade kennt, die aus Asgard hinausführen. Mit der Hilfe seiner getreuen Freunde Sif, Fandral und Volstagg befreit er Loki aus dem Gefängnis und sichert sich dessen Unterstützung, indem er an seine Beziehung mit Frigga appelliert. Zusammen stellen sie Malekith eine Falle, doch der Äther erweist sich widerstandsfähiger als erwartet, und Malekith kann dessen Substanz und Macht in sich aufnehmen. Als Thor und Loki einen letzten Versuch unternehmen, ihn aufzuhalten, wird Loki von Algrim tödlich verwundet, bevor er diesen durch eine seiner eigenen Implosionsgranaten tötet. Thor und Jane suchen daraufhin in einer Höhle Zuflucht vor einem Sandsturm und finden dort zufällig ein Portal, welches sie wieder zurück nach London bringt.
Inzwischen haben Darcy und deren eigener Praktikant, Ian, herausfinden müssen, dass ihr Mentor, Erik Selvig, nach seiner mentalen Versklavung durch Loki scheinbar den Verstand verloren hat und nach einem Aufsehen erregenden Auftritt in Stonehenge ins Irrenhaus eingewiesen wurde. In Wirklichkeit wurde Selvig durch die Gedankenverbindung mit Loki von der bevorstehenden Konvergenz unterrichtet und konstruierte in aller Eile Geräte, um die Effekte der Konvergenz aufzuspüren und zu bekämpfen. Nachdem Selvig von Darcy und Ian aus dem behördlichen Gewahrsam befreit wurde, stoßen auch Thor und Jane wieder zu ihnen. Gemeinsam können sie den Schnittpunkt der Konvergenz bestimmen. Hier müsste Malekith sich aufhalten, um mit der Macht des Äthers am wirkungsvollsten alle Neun Welten gleichzeitig mit Dunkelheit zu überziehen. Am Zielort, der University of Greenwich, stellt sich Thor dem Herrscher der Dunkelelfen zum Kampf, der durch den herannahenden Zenit der Konvergenz, welche vollkommen zufällig weitere Tore zwischen den Neun Welten erschafft und wieder verschwinden lässt, erschwert wird. Am Ende gelingt es Thor nach einem harten Gefecht, Malekith mit Selvigs Konstruktionen tödlich zu verwunden und in sein Raumschiff zu treiben, welches dann zurück nach Svartalfheim versetzt wird und dort zusammenbricht.
Nach seinen Erlebnissen kehrt Thor kurzzeitig nach Asgard zurück, wo er Odin eröffnet, dass er seine Aufgaben, die Neun Welten zu beschützen, nur als Krieger und nicht als König erfüllen kann, und damit dem Thron entsagt. Als er sich entfernt, entgeht ihm, dass er mit Loki in Odins Gestalt gesprochen hat, der seinen Tod erneut nur vorgetäuscht und in der Zwischenzeit den Platz seines Adoptivvaters eingenommen hat.
Nach dem Ende des Filmes vertrauen Sif und Volstagg den Äther dem Collector, einem Ältesten des Universums, zur sicheren Verwahrung an. Als sie sich wieder entfernen, murmelt dieser: „Einer da, fünf fehlen noch.“ In der Post-Credit Szene sitzt Jane deprimiert am Frühstückstisch, als Donner zu hören ist, Thor auf der Terrasse landet und zu ihr zurückkehrt.

## Wichtige Figuren
Thor (Chris Hemsworth): Thor Odinson ist der Prinz und zukünftige König von Asgard. Wegen seiner Arroganz und impulsiven Natur wurde er von seinem Vater Odin auf die Erde verbannt. Was er dort erlebte, lehrte ihn Bescheidenheit, führte aber auch zu einem schweren Konflikt mit seinem Adoptivbruder Loki. Nachdem er zusammen mit den Avengers die Erde vor Lokis Eroberungsplänen gerettet hat, sieht er sich nun mit einem neuen Gegner konfrontiert – einem Feind, der alles, was Thor wichtig ist, zu zerstören droht.
Jane Foster (Natalie Portman): Jane Foster ist Astrophysikerin und lernte Thor kennen, als er von seinem Vater auf die Erde verbannt wurde. Obwohl sie nur kurze Zeit miteinander verbrachten, war die starke Anziehungskraft zwischen den beiden unübersehbar. Durch Jane lernte Thor den Wert von Bescheidenheit kennen und wie heldenhaft es sein kann, Menschlichkeit zu zeigen. Nach seinem ersten Besuch auf der Erde und der folgenden Trennung lebte Jane ihr Leben weiter … bis sie durch eine uralte Macht des Bösen erneut in Thors Welt hineingezogen wird.
Loki (Tom Hiddleston): Loki Laufeyson ist Thors Adoptivbruder und der Sohn von Laufey, dem König der Frostriesen von Jotunheim. Gemeinsam wurden sie von Odin großgezogen. Nachdem er die Wahrheit über seine Abstammung erfahren hatte, versuchte Loki, Asgard und die Erde zu unterwerfen – wurde aber von Thor und den Avengers rechtzeitig gestoppt. Unverändert arrogant und ohne eine Spur von Reue zu zeigen, sitzt Loki inzwischen in den Kerkern von Asgard. Nur seine Mutter Frigga hat die Hoffnung noch nicht aufgegeben, dass er sich ändern könnte. Als ein Feind aus alten Zeiten Asgard zerstören will, wird Lokis Loyalität auf die Probe gestellt. Loki hilft Thor die Bedrohung abzuwenden, wird aber von Kurse getötet. Am Ende des Films stellt sich heraus, dass Loki überlebt hat und sich als Odin ausgibt. Er erlaubt Thor, auf der Erde zu leben, um sein Glück mit Jane zu finden.
Dr. Erik Selvig (Stellan Skarsgård): Dr. Erik Selvig ist Astrophysiker wie Jane Foster und Mentor der jungen Wissenschaftlerin. Gemeinsam erlebten sie, wie Thor auf die Erde kam. Als Loki später die Invasion der Erde vorbereitete, zwang er Selvig, ihm zu helfen und nahm von dessen Geist und Körper Besitz. Zwar erlangte Selvig die Kontrolle über sich zurück, nachdem Thor und die Avengers Loki besiegt hatten – doch durch Lokis mentale Manipulation verschlechtert sich sein psychischer Zustand seitdem stetig. Wenn jetzt zwei Welten miteinander kollidieren, steht Selvig erneut im Mittelpunkt gewaltiger kosmischer Ereignisse.
Heimdall (Idris Elba): Heimdall ist der Tor- und Portalwächter von Asgard. Er kann Ereignisse, die sich in weit entfernten Galaxien zutragen, wahrnehmen und sehen. Auf seinem Posten im Observatorium von Asgard wacht er über den Kosmos und beschützt Asgard vor allen Angreifern und Eindringlingen. Heimdall ist einer von Odins getreuesten Kriegern und in der Verrichtung seiner Aufgaben ohne Fehl und Tadel. Doch jetzt wird Asgard mit einem Feind konfrontiert, den nicht einmal Heimdall kommen sieht.
Malekith (Christopher Eccleston): Malekith ist der grausame Anführer der dunklen Elfen – eines Volkes, das älter als das Universum sein soll. In eine Welt der Dunkelheit hineingeboren, führte Malekith vor Tausenden von Jahren sein Volk in einen Krieg gegen Asgard – und jeder glaubte, dass die dunklen Elfen dabei vernichtet worden waren. Doch Malekith überlebte und versucht jetzt, das Universum zu verwandeln und es wieder in ewige Dunkelheit zu stürzen.
Algrim/Kurse (Adewale Akinnuoye-Agbaje): Algrim ist Malekiths zuverlässiger und loyaler Stellvertreter. Tausende Jahre zuvor kämpfte er Seite an Seite mit ihm gegen Asgards Krieger, doch jetzt bleibt beiden nur noch wenig Zeit. Daher muss Algrim ein großes Opfer bringen und wird in den monströsen Krieger Kurse verwandelt. Mithilfe seiner neuen furchterregenden Kräfte versucht Kurse, Thor und Asgard zu vernichten, um Malekiths Ankunft vorzubereiten. Mit anderen Gefangenen geht er in den Kerker von Asgard und beginnt einen Aufstand. Viele Asen werden dabei getötet.
Darcy Lewis (Kat Dennings): Darcy Lewis ist Jane Fosters schrullige, aber geistesgegenwärtige Assistentin – eine studierte Politikwissenschaftlerin, die den ersten Kontakt der Menschheit mit einer außerirdischen Zivilisation hautnah miterlebte. Auch wenn sie nicht immer alles versteht, was um sie herum passiert, zögert sie nie, Klartext zu reden und alles zu kommentieren. Als Jane entdeckt, dass ein kosmologisches Ereignis aus uralten Zeiten Auswirkungen auf die Erde hat und dann spurlos verschwindet, muss Darcy einspringen und Jane ersetzen.
Volstagg (Ray Stevenson): Volstagg gehört zu den „Drei Kriegern“, dem Bund der größten und loyalsten Krieger Asgards. Volstagg ist von beeindruckender Größe und Gestalt – und sein Geschick im Umgang mit der Axt wird nur noch von seinem Appetit übertroffen. In vielen Abenteuern, die er in über den ganzen Kosmos verstreuten Welten erlebte, hat Volstagg Seite an Seite mit Thor, Fandral und Hogun gekämpft. Und obwohl die Geschichten über seine heroischen Taten oft übertrieben ausgeschmückt sind, ist Volstagg für das Volk von Asgard ein großer Held.
Fandral (Zachary Levi): Fandral ist Asgards bester Schwertkämpfer, was ihm als Mitglied der „Drei Krieger“ nur zugutekommt. Mit Volstagg und Hogun kämpft Fandral Seite an Seite, um Asgard vor allen Feinden zu beschützen. Wenn er nicht gerade seine Feinde mit dem Schwert zerschmettert, setzt Fandral seinen Charme und sein gutes Aussehen ein, um die Frauen zu umwerben.
Hogun (Tadanobu Asano): Hogun, oft auch unter dem Namen „Hogun, der Grimmige“ bekannt, ist der tödlichste der „Drei Krieger“. Mit Morgenstern und Schwert bewaffnet, beschützt er Asgard wie auch seinen friedlichen Heimatplaneten Wanenheim. Obwohl er nur selten spricht, ist seine Loyalität gegenüber Thor legendär – wie auch seine Missbilligung einiger Wesenszüge von Fandral und Volstagg, die er für albern und leichtfertig hält.
Sif (Jaimie Alexander): Sif gehört zu den beeindruckendsten Kriegern von Asgard. Sie verfügt über große Fähigkeiten, ist furchtlos und eine zuverlässige und loyale Verbündete von Thor. Als er verbannt wurde, erkannte sie den Verrat Lokis und riskierte alles, um Thor zurück nach Asgard zu bringen. Doch dann musste sie entdecken, dass sie Thors Herz an eine andere verloren hatte – an Jane Foster, eine Frau von der Erde. Während jetzt ihr langer Einsatz für Frieden in den Neun Reichen endet, versucht Sif, ihre Beziehung zu Thor wiederaufleben zu lassen.
Frigga (Rene Russo): Frigga ist Odins Frau und die Mutter von Thor und Loki. Sie ist es, die die königliche Familie von Asgard zusammenhält. Sie wusste immer, dass mehr hinter Thors Verbannung durch Odin steckte, als auf den ersten Blick erkennbar war – so wie sie jetzt auch weiß, dass sich mehr hinter den Niederträchtigkeiten Lokis verbirgt, als andere erkennen können. Als Asgard angegriffen wird, kämpft Frigga mit allen Mitteln, um diejenigen zu beschützen, die sie liebt.
Odin (Anthony Hopkins): Odin ist König von Asgard, Beschützer der Neun Reiche und Vater von Thor und Loki. Doch Odins lange Herrschaft neigt sich dem Ende zu. Obwohl er zunächst von Thors Arroganz enttäuscht war, erkennt er jetzt, dass Thor für den Thron bereit ist. Als aber ein Feind aus grauer Vorzeit zurückkehrt, stellt Odin Thors Loyalitäten in Frage. Wenn nämlich Thor König von Asgard sein will, muss er seine Pflicht über das stellen, wonach sein Herz sich sehnt.
The Collector („Der Sammler“) (Benicio del Toro): Diese Figur, die hier das erste Mal vorgestellt wird, ist ein Mitglied der Ältesten des Universums (Elders of the Universe), einer Gruppe von quasi-kosmischen Wesen und den letzten Überlebenden ihrer jeweiligen Völker, welche das erste Mal in Avengers #28 (1966) in Erscheinung traten. Sein Auftritt ist der Auftakt zur im Sommer 2014 erschienenen Marvel-Verfilmung Guardians of the Galaxy.

## Synchronisation
Die deutsche Synchronisation des Films übernahm die FFS Film- & Fernseh-Synchron GmbH in Berlin. Die Dialogregie übernahm Björn Schalla während Änne Troester das Dialogbuch verfasste.
| Rolle                          | Schauspieler          | Deutscher Synchronsprecher |
| ------------------------------ | --------------------- | -------------------------- |
| Thor Odinson                   | Chris Hemsworth       | Tommy Morgenstern          |
| Jane Foster                    | Natalie Portman       | Manja Doering              |
| Loki Laufeyson                 | Tom Hiddleston        | Peter Lontzek              |
| Odin                           | Anthony Hopkins       | Joachim Kerzel             |
| Malekith                       | Christopher Eccleston | Jacques Breuer             |
| Frigga                         | Rene Russo            | Traudel Haas               |
| Heimdall                       | Idris Elba            | Marco Kröger               |
| Sif                            | Jaimie Alexander      | Ranja Bonalana             |
| Darcy Lewis                    | Kat Dennings          | Maria Koschny              |
| Ian Boothby                    | Jonathan Howard       | Julius Jellinek            |
| Dr. Erik Selvig                | Stellan Skarsgård     | Detlef Bierstedt           |
| Richard                        | Chris O’Dowd          | Sascha Rotermund           |
| Volstagg                       | Ray Stevenson         | Oliver Siebeck             |
| Fandral                        | Zachary Levi          | Tim Knauer                 |
| Hogun                          | Tadanobu Asano        | Florian Halm               |
| Eir                            | Alice Krige           | Sabine Falkenberg          |
| König Bor                      | Tony Curran           | Oliver Stritzel            |
| The Collector                  | Benicio Del Toro      | Torsten Michaelis          |
| Steve Rogers / Captain America | Chris Evans           | Dennis Schmidt-Foß         |

## Vermarktung
Im April 2013 erschienen der erste Trailer und das erste Poster zum Film.
Am 27. Oktober 2013 fand in Berlin die Deutschlandpremiere des Films statt, bei der auch die Hauptdarsteller Chris Hemsworth, Natalie Portman und Tom Hiddleston anwesend waren.
Im Jahr 2013 wurden bundesweit 1.424.072 Besucher an den deutschen Kinokassen gezählt, womit der Film den 17. Platz der meistbesuchten Filme des Jahres belegte.

## Trivia
- Auch in dieser Marvel Verfilmung hat Stan Lee einen Cameo-Auftritt. Dieses Mal fordert er als Patient im Irrenhaus seinen Schuh von Dr. Selvig zurück, nachdem dieser ihn für eine anschauliche Beschreibung der Konvergenz genutzt hatte.
- Benicio del Toro hat im Abspann einen Cameo-Auftritt als der Collector, was eine Verbindung zum Film Guardians of the Galaxy darstellt.
- Chris Evans hat als Captain America einen Cameo-Auftritt, in Form einer Verwandlung von Loki im Film.
- Der Äther ist, wie der Tesserakt-Würfel aus Marvel’s The Avengers, einer der sechs „Infinity Steine“ des Marvel-Universums.[9] Diese sind Edelsteine, welche dem Besitzer absolute Macht über das Gefüge des Universums verleihen. Sie wurden in der Comic-Miniserie The Power of Warlock #1–8 (1972–1973), Avengers Annual #7 und Marvel Two-In-One Annual #2 (1977) im Marvel-Universum vorgestellt.

## Kritiken
Kino-zeit.de befand, dass das Finale „ein wenig wie die Greenwich-Variante des Endes von Man Of Steel daher kommt“, und nannte den Film „spannend, lustig, visuell einfallsreich und herrlich durchgeknallt“. Für Cinema war der Film „deutlich finsterer als der Vorgänger“, jedoch würde beim „rasanten Finale […] der göttliche Witz wieder durch[schlagen]“.

„So pompös wie Thor und der Heldenepos um ihn, so mächtig wirkt auch jedes Detail der Götterwelt. Alles, was den Unterschied zwischen ihr und der Erde ausmacht passt exakt zum Helden der Story. Zusammenfassend lässt sich sagen, dass die Handlung selber unterhaltsam ist, auch wenn nicht viel dahinter steckt: ein Bösewicht, ein Held und eine Liebesgeschichte. Die Aufmachung, die Charaktere und die Beziehung zwischen ihnen machen Thor: The Dark Kingdom erst richtig interessant und sehenswert.“